# Sedanka Island
Sedanka Island (aleutisch: Sidaanax̂) ist eine Insel der Fox Islands und Teil der Aleuten. Sie ist 17,7 km lang, 103,31 km² groß und hat keine Bewohner. Die Insel liegt nordöstlich von Unalaska Island.